# Latzigsee
Der Latzigsee ist ein See bei Rothenklempenow im Landkreis Vorpommern-Greifswald in Mecklenburg-Vorpommern.
Das etwa 43 Hektar große Gewässer befindet sich im Gemeindegebiet von Rothenklempenow, drei Kilometer nördlich vom Ortszentrum entfernt. Dem See wird durch ein weitverzweigtes östliches Grabensystem Wasser zugeführt. Ein westlich verlaufender Graben bildet den Abfluss des Sees direkt in die Randow. Die maximale Ausdehnung des Latzigsees beträgt etwa 1260 mal 490 Meter.
Am Latzigsee befand sich im 8. Jahrtausend v. Chr. ein mesolithischer Siedlungsplatz. Seit 1977 fanden sich dort Geräte und Werkzeuge aus Feuerstein, Knochen und Geweih, vor allem aber Reste eines Netzes, das dem Fischfang diente, des ältesten in Mecklenburg. 1988 fand man in einer Düne in einem Meter Tiefe Schädelknochen einer etwa 50-jährigen Frau, die in Hockerstellung beigesetzt worden war – womit der älteste Begräbnisplatz des Landes für die Forschung zur Verfügung stand, denn er stammt aus dem späten Mesolithikum.
Diese Kultur von Jägern und Sammlern wurde um 4200 v. Chr. von einer bäuerlichen Kultur abgelöst, die als Trichterbecherkultur bekannt ist, und die bis etwa 2800 v. Chr. bestand.

## Belege
1. ↑  Latzigsee – Fundplatz des Mesolithikums.